# 程霆
程霆（？年—？年），字仲復，號秋山，南直隶徽州府婺源县人，明朝政治人物。

## 生平
正德十一年（1516年）丙子科應天府鄉試舉人，嘉靖五年（1526年）丙戌科第二甲第三十一名進士。授户部主事，同修《大明会典》，榷税九江。升郎中，掌管发放百官俸禄，後自劾求罷官而歸。

## 著作
所著有《井田议》、《图书辩》、《太极图》、《四书周易说》、《秋山文集》。

## 家族
父程美，字希大，弘治十七年甲子科舉人，官羅山教谕。